# Półwysep Freycineta
Półwysep Freycineta (ang. Freycinet Peninsula) – położony na wschodnim wybrzeżu Tasmanii (Australia), na północ od wyspy Schouten.
Długość półwyspu wynosi około 23 km, a szerokość dochodzi do 6,5 km. Powierzchnia półwyspu to około 65 km². Na jego terenie w 1916 roku założono Park Narodowy Freycineta. Nazwa pochodzi od francuskiego podróżnika Louis de Freycinet (1779 – 1842).